# Грэхем, Каролин
Каролин Грэхем (англ. Carolyn Graham) — музыкант, писательница и преподаватель английского языка. Является создательницей метода Jazz Chants, который развивала в течение двадцати пяти лет своей работы в качестве преподавателя английского языка как иностранного в Институте Американского языка Университета Нью-Йорка (American Language Institute of New York University). Она также преподавала в Гарварде и проводила семинары в NYU School of Education, Columbia Teachers College, в Токио и по всему миру. Кэролин Грэхэм является автором многочисленных книг, вышедших в издательстве Oxford University Press.

## Метод Jazz Chants
Jazz Chants — упражнения для аудиторной (или самостоятельной) работы, которые заключаются в ритмичном повторении за диктором (в записи) или преподавателем слов или фраз английского языка под музыку. Это ритмичное представление языка, в котором связаны в единое целое ритмы разговорного американского варианта английского языка и ритмы традиционного американского джаза. Ритм, ударение и интонация в Jazz Chants — точная копия того, что студент услышит от носителя языка в непринуждённой беседе.

### Применение и распространение метода
На протяжении 80-х — 90-х годов метод Кэролин Грэхем стремительно набирал популярность по всему миру. Jazz Chants подходит студентам всех возрастов, они могут применяться и в работе с большими аудиториями. Они стимулируют работу в парах, а также ролевые игры.Опыт показывает, что «чанты» хорошо работают на любом уровне и для любого возраста. В зависимости от методической задачи джазовые они используются на любом этапе урока: для фонетической зарядки — в начале урока, на этапе введения, первичного закрепления, а также тренировки лексического и грамматического материала, как средство релаксации в середине или в конце урока, когда необходима разрядка, снимающая напряжение и восстанавливающая работоспособность учащихся.